# 惠蒂克 (印地安納州)
惠蒂克（英語：Whitaker）是位於美國印地安納州摩根縣的一個非建制地區。該地的面積和人口皆未知。